# Delia schistophalla
Delia schistophalla este o specie de muște din genul Delia, familia Anthomyiidae, descrisă de Griffiths în anul 1991.
Este endemică în Alberta. Conform Catalogue of Life specia Delia schistophalla nu are subspecii cunoscute.